# Rasdolnoje (Kaliningrad, Bagrationowsk)
Rasdolnoje (russisch Раздольное, deutsch (Adlig) Pohren, litauisch Poros) ist ein Ort in der russischen Oblast Kaliningrad (Gebiet Königsberg (Preußen)) und gehört zur Pogranitschnoje selskoje posselenije (Landgemeinde Pogranitschny (Hermsdorf)) mit Sitz in Sowchosnoje (Rippen) im Rajon Bagrationowsk (Kreis Preußisch Eylau).

## Geographische Lage
Rasdolnoje liegt 15 Kilometer nordöstlich der ehemaligen Kreisstadt Mamonowo (Heiligenbeil) an der russischen Fernstraße A 194 (ehemalige deutsche Reichsstraße 1, heute auch Europastraße 28). Die nächste Bahnstation ist Laduschkin (Ludwigsort) an der Bahnstrecke von Kaliningrad (Königsberg) nach Mamonowo zur Weiterfahrt nach Polen (ehemalige Preußische Ostbahn) oder auch O.p. Sosnowy Bor (Ostanówotschny punkt = „Haltepunkt“) der Elektritschka an derselben Bahnlinie.

## Ortsname
Pohren führte den Namenszusatz „Adlig“ zur Unterscheidung vom namensgleichen – nach 1945 untergegangenen – Ort in der Gemeinde Langendorf bei Zinten (heute russisch: Kornewo), der ebenfalls im Landkreis Heiligenbeil lag und den Zusatz „Köllmisch“ bzw. „Königlich“ trug.

## Geschichte
Das einst Adlig Pohren genannte Dorf fand seine erste Erwähnung bereits im Jahre 1468. 
Am 11. Juni 1874 wurde es Amtsdorf und damit namensgebender Ort eines Amtsbezirks im Landkreis Heiligenbeil und Regierungsbezirk Königsberg der preußischen Provinz Ostpreußen. 68 Einwohner zählte Adlig Pohren im Jahre 1910.
Am 30. September 1928 verlor der Gutsbezirk Adlig Pohren seine Eigenständigkeit, als er in die neu formierte Landgemeinde Windkeim (heute nicht mehr existent) eingegliedert wurde. Auch wurde der Name des Amtsbezirks zum 13. September 1929 in „Amtsbezirk Windkeim“ geändert.
1945 kam Adlig Pohren mit dem gesamten nördlichen Ostpreußen zur Sowjetunion und erhielt 1947 den russischen Namen „Rasdolnoje“. Bis zum Jahre 2009 war der Ort in den Pogranitschni selski sowjet (Dorfsowjet Pogranitschny (Hermsdorf)) eingegliedert und ist seither – aufgrund einer Struktur- und Verwaltungsreform – eine als „Siedlung“ (russisch: possjolok) eingestufte Ortschaft innerhalb der Pogranitschnoje selskoje posselenije (Landgemeinde Pogranitschny) im Rajon Bagrationowsk.

### Amtsbezirk Pohren (1874–1929)
Am 11. Juni 1874 wurde Adlig Pohren Amtsdorf für den neu errichteten Amtsbezirk Pohren, dem sechs Kommunen zugeordnet waren:
| Deutscher Name            | Russischer Name | Bemerkungen                                       |
| ------------------------- | --------------- | ------------------------------------------------- |
| Fedderau                  |                 |                                                   |
| Heide                     | Tropinino       | 1928 in die Landgemeinde Fedderau eingegliedert   |
| Klein Windkeim            |                 | 1928 in die Landgemeinde Windkeim eingegliedert   |
| Pohren                    | Rasdolnoje      | 1928 in die Landgemeinde Windkeim eingegliedert   |
| Pottlitten                | Perwomaiskoje   |                                                   |
| Warnikam                  |                 | 1928 in die Landgemeinde Pottlitten eingegliedert |
| ab 12. Juli 1929: Schölen | Wetrowo         | bis 1929 Amtsbezirk Rippen                        |

Ab September 1929 wurde der Amtsbezirk in „Amtsbezirk Windkeim“ umbenannt und der Amtssitz nach Windkeim verlegt. Bis 1945 gehörten ihm die Gemeinden Fedderau, Pottlitten, Schölen und Windkeim zu.

## Kirche
Die meisten Einwohner Adlig Pohrens waren vor 1945 evangelischer Konfession. Sie waren in das Kirchspiel Bladiau (heute russisch: Pjatidoroschnoje) im Kirchenkreis Heiligenbeil (Mamonowo) innerhalb der Kirchenprovinz Ostpreußen der Kirche der Altpreußischen Union eingepfarrt. Letzter deutscher Geistlicher war Pfarrer Heinrich Geiger.
Heute liegt Rasdolnoje im Einzugsbereich zweier in den 1990er Jahren neu entstandenen evangelisch-lutherischer Gemeinden: in Mamonowo (Heiligenbeil) bzw. in Nowo-Moskowskoje (Poplitten). Beides sind Filialgemeinden der Auferstehungskirche in Kaliningrad (Königsberg) innerhalb der Propstei Kaliningrad der Evangelisch-lutherischen Kirche Europäisches Russland (ELKER).